# Кузнецов, Сергей Николаевич (генерал-майор, 1900)
Сергей Николаевич Кузнецов (1900—1984) — советский военачальник, генерал-майор.

## Биография
Родился 8 марта (19 марта по новому стилю) 1900 года.
В РККА с 1919 года, участник Гражданской войны.
Комбриг (1939), генерал-майор артиллерии (04.06.1940).
До Великой Отечественной войны был начальником артиллерии Одесской группы войск, которая в сентябре 1939 года была переименована в 13-ю армию.
Во время войны командовал артиллерией 9-й армии Южного фронта, в декабре 1941 был начальником артиллерии Калининского фронта, но уже 25 декабря отстранён от должности. После пребывания в резерве с февраля 1942 — начальник артиллерии Северо-Кавказского военного округа. С сентября 1942 был начальником артиллерии 58-й армии. С сентября 1943 — начальник Офицерской штабной школы командующего артиллерией. В июле 1944 года был назначен командующим артиллерией Харьковского военного округа.
С мая 1946 по сентябрь 1958 года преподавал в Высшей военной академии имени К. Е. Ворошилова. Уволен в запас 30 июня 1960 года.
Умер 27 ноября 1984 года. Похоронен в Москве на Кунцевском кладбище.

## Воинские звания
- Полковник — 16 декабря 1935;
- Комбриг — 17 мая 1939;
- Генерал-майор артиллерии — 4 июня 1940.

## Награды
- орден Ленина (21.02.1945)
- три ордена Красного Знамени (16.04.1943, 3.11.1944, 15.11.1950)
- орден Отечественной войны 1-й степени (18.11.1944)
- медали, среди которых «XX лет РККА».